# Óscar Ortiz (tennis)
Pour les articles homonymes, voir Ortiz.
Óscar Ortiz, né le 9 mai 1973 à Mexico, est un ancien joueur de tennis mexicain professionnel entre 1991 et 2001.

## Carrière
Ses meilleures performances sont une demi-finale au tournoi d'Umag en double en 1997 et un deuxième tour aux Jeux olympiques d'Atlanta, battu par Andrea Gaudenzi.
Il n'a pas remporté de titre sur le circuit ATP, ni en simple, ni en double. En revanche, il compte à son palmarès deux tournois Challenger en simple : Campos do Jordão et Fortaleza en 1994, ainsi que huit tournois en double.
En 2007, il remplace Oliver Fernandez à la tête de l'équipe du Mexique de Coupe Davis et occupe ce poste pendant deux ans. Óscar Ortiz fut lui-même joueur de Coupe Davis entre 1995 et 2001 et participa à la rencontre au premier tour du groupe mondial face aux États-Unis en 1996. Il perd le match de double au côté de Leonardo Lavalle. Cependant, en septembre, il contribue au maintien de son équipe dans le groupe mondial grâce à la victoire 3 à 2 du Mexique face à l'Argentine, en remportant également le match de double, cette fois ci avec Alejandro Hernández.
Fait assez rare, il remporte en 1996 les quatre semaines en double du tournoi Satellite de Tuxtla Gutierrez.

## Parcours dans les tournois duGrand Chelem

### En simple
N'a jamais participé à un tableau final

### En double
| Année | Open d'Australie | Open d'Australie | Internationaux de France | Internationaux de France | Wimbledon | Wimbledon | US Open               | US Open                |
| ----- | ---------------- | ---------------- | ------------------------ | ------------------------ | --------- | --------- | --------------------- | ---------------------- |
| 1997  | —                | —                | —                        | —                        | —         | —         | 1er tour (1/32) A. Sá | I. Kafelnikov D. Vacek |

N.B. : le nom du ou de la partenaire se trouve sous le résultat ; le nom des ultimes adversaires se trouve à droite.